# Camerun a la Copa del Món de futbol
Aquest és el registre dels resultats de Camerun a la Copa del Món. Camerun, encara que ha disputat set vegades la fase final, no ha guanyat mai el campionat. Va tenir la millor actuació en l'edició de 1990, a Itàlia, quan va arribar als quarts de final.

## Resum d'actuacions
Campions      Finalistes      Tercers      Quarts
Un requadre vermell indica que eren amfitrions del campionat.
| Historial a la Copa del Món | Historial a la Copa del Món | Historial a la Copa del Món | Historial a la Copa del Món | Historial a la Copa del Món | Historial a la Copa del Món | Historial a la Copa del Món | Historial a la Copa del Món | Historial a la Copa del Món |
| Edició                      | Ronda                       | Posició                     | PJ                          | PG                          | PE                          | PP                          | GF                          | GC                          |
| --------------------------- | --------------------------- | --------------------------- | --------------------------- | --------------------------- | --------------------------- | --------------------------- | --------------------------- | --------------------------- |
| 1930                        | Integrada a França          | Integrada a França          | Integrada a França          | Integrada a França          | Integrada a França          | Integrada a França          | Integrada a França          | Integrada a França          |
| 1934                        | Integrada a França          | Integrada a França          | Integrada a França          | Integrada a França          | Integrada a França          | Integrada a França          | Integrada a França          | Integrada a França          |
| 1938                        | Integrada a França          | Integrada a França          | Integrada a França          | Integrada a França          | Integrada a França          | Integrada a França          | Integrada a França          | Integrada a França          |
| 1950                        | Integrada a França          | Integrada a França          | Integrada a França          | Integrada a França          | Integrada a França          | Integrada a França          | Integrada a França          | Integrada a França          |
| 1954                        | Integrada a França          | Integrada a França          | Integrada a França          | Integrada a França          | Integrada a França          | Integrada a França          | Integrada a França          | Integrada a França          |
| 1958                        | Integrada a França          | Integrada a França          | Integrada a França          | Integrada a França          | Integrada a França          | Integrada a França          | Integrada a França          | Integrada a França          |
| 1962                        | No hi participà             | No hi participà             | No hi participà             | No hi participà             | No hi participà             | No hi participà             | No hi participà             | No hi participà             |
| 1966                        | Hi renuncià                 | Hi renuncià                 | Hi renuncià                 | Hi renuncià                 | Hi renuncià                 | Hi renuncià                 | Hi renuncià                 | Hi renuncià                 |
| 1970                        | No es classificà            | No es classificà            | No es classificà            | No es classificà            | No es classificà            | No es classificà            | No es classificà            | No es classificà            |
| 1974                        | No es classificà            | No es classificà            | No es classificà            | No es classificà            | No es classificà            | No es classificà            | No es classificà            | No es classificà            |
| 1978                        | No es classificà            | No es classificà            | No es classificà            | No es classificà            | No es classificà            | No es classificà            | No es classificà            | No es classificà            |
| 1982                        | Primera fase                | 17s                         | 3                           | 0                           | 3                           | 0                           | 1                           | 1                           |
| 1986                        | No es classificà            | No es classificà            | No es classificà            | No es classificà            | No es classificà            | No es classificà            | No es classificà            | No es classificà            |
| 1990                        | Quarts de final             | 7s                          | 5                           | 3                           | 0                           | 2                           | 7                           | 9                           |
| 1994                        | Primera fase                | 22s                         | 3                           | 0                           | 1                           | 2                           | 3                           | 11                          |
| 1998                        | Primera fase                | 25s                         | 3                           | 0                           | 2                           | 1                           | 2                           | 5                           |
| 2002                        | Primera fase                | 20s                         | 3                           | 1                           | 1                           | 1                           | 2                           | 3                           |
| 2006                        | No es classificà            | No es classificà            | No es classificà            | No es classificà            | No es classificà            | No es classificà            | No es classificà            | No es classificà            |
| 2010                        | Primera fase                | 31s                         | 3                           | 0                           | 0                           | 3                           | 2                           | 5                           |
| 2014                        | Primera fase                | 32s                         | 3                           | 0                           | 0                           | 3                           | 1                           | 9                           |
| 2018                        | No es classificà            | No es classificà            | No es classificà            | No es classificà            | No es classificà            | No es classificà            | No es classificà            | No es classificà            |
| 2022                        | Primera fase                | 19s                         | 3                           | 1                           | 1                           | 1                           | 4                           | 4                           |
| 2026                        | Pendent                     | Pendent                     | Pendent                     | Pendent                     | Pendent                     | Pendent                     | Pendent                     | Pendent                     |
| 2030                        | Pendent                     | Pendent                     | Pendent                     | Pendent                     | Pendent                     | Pendent                     | Pendent                     | Pendent                     |
| 2034                        | Pendent                     | Pendent                     | Pendent                     | Pendent                     | Pendent                     | Pendent                     | Pendent                     | Pendent                     |
| Total                       | Quarts de final             | Quarts de final             | 26                          | 5                           | 8                           | 13                          | 22                          | 47                          |

## Espanya 1982

### Primera fase: Grup 1
| Pos | Equip   | PJ | PG | PE | PP | GF | GC | DG | Pts | Classificació           |
| --- | ------- | -- | -- | -- | -- | -- | -- | -- | --- | ----------------------- |
| 1   | Polònia | 3  | 1  | 2  | 0  | 5  | 1  | +4 | 4   | Avança a la segona fase |
| 2   | Itàlia  | 3  | 0  | 3  | 0  | 2  | 2  | 0  | 3   | Avança a la segona fase |
| 3   | Camerun | 3  | 0  | 3  | 0  | 1  | 1  | 0  | 3   |                         |
| 4   | Perú    | 3  | 0  | 2  | 1  | 2  | 6  | −4 | 2   |                         |

| Perú | 0–0     | Camerun |
| ---- | ------- | ------- |
|      | Informe |         |

| Polònia | 0–0     | Camerun |
| ------- | ------- | ------- |
|         | Informe |         |

| Itàlia       | 1–1     | Camerun    |
| ------------ | ------- | ---------- |
| Graziani 60' | Informe | M'Bida 61' |